# El Ojite, Veracruz
El Ojite är en ort i Mexiko.   Den ligger i kommunen San Rafael och delstaten Veracruz, i den sydöstra delen av landet, 250 km öster om huvudstaden Mexico City. El Ojite ligger 9 meter över havet och antalet invånare är 238.
Terrängen runt El Ojite är huvudsakligen platt, men söderut är den kuperad. Terrängen runt El Ojite sluttar norrut. Runt El Ojite är det ganska glesbefolkat, med 30 invånare per kvadratkilometer. Närmaste större samhälle är San Rafael, 2,7 km väster om El Ojite. Omgivningarna runt El Ojite är en mosaik av jordbruksmark och naturlig växtlighet.